# Сільченко Віталій Миколайович
Віталій Миколайович Сільченко (нар. 9 вересня 1999) — український футболіст, півзахисник.

## Клубна кар'єра
Вихованець львівських «Карпат», у футболці яких виступав у ДЮФЛУ. У сезоні 2016/17 років переведений до юніорської (U-19) команди львів'ян. Починаючи з наступного сезону залучався до молодіжного складу «зелено білих», у футболці якого дебютував 22 липня 2017 року в програному (1:2) домашньому поєдинку 2-го туру чемпіонату України проти полтавської «Ворскли». Віталій вийшов на поле на 83-й хвилині, замінивши Дмитра Заїкина. Починаючи з сезону 2018/19 років грав виключно за молодіжну команду, а з наступного сезону — почав залучатися до тренувань з першою командою. Вперше до заявки дорослої команди «Карпат» потрапив 27 червня 2020 року в нічийному (1:1) домашньому поєдинку 28-го туру Прем'єр-ліги проти ФК «Львова». Проте Віталій просидів увесь матч на лаві запасних. Проте через величезну конкуренці в першій команді так і не зіграв жодного поєдинку.
Наприкінці вересня 2020 року перебрався в «Полісся» (Ж). Дебютував у футболці житомирського клубу 11 жовтня 2020 року в нічийному (1:1) домашньому поєдинку 6-го туру Першої ліги України проти одеського «Чорноморця». Сільченко вийшов на поле на 68-й хвилині замість Андрія Ковальова, а на 69-й хвилині отримав жовту картку. Цей матч так і залишився єдиним для Віталія в складі «Полісся». 19 листопада 2020 року житомирський клуб відзаявив гравця.

## Кар'єра в збірній
У 2016 році захищав кольори юнацької збірної України (U-17).